# Miss Mondo
Miss Mondo è uno dei concorsi di bellezza più famosi e importanti a livello internazionale.
Fu fondato nel Regno Unito da Eric Morley nel 1951, ma dalla sua morte nel 2000 il concorso è passato nelle mani della moglie, Julia Morley.
Insieme con i concorsi rivali Miss Universo, Miss International e Miss Terra, Miss Mondo è uno dei concorsi di bellezza maggiormente pubblicizzati al mondo. . Il concorso di Miss Mondo, insieme alle altre tre manifestazioni sopra citate, concorre a formare il cosiddetto Big Four international beauty pageants (Quattro grandi concorsi internazionali di bellezza).

## Storia

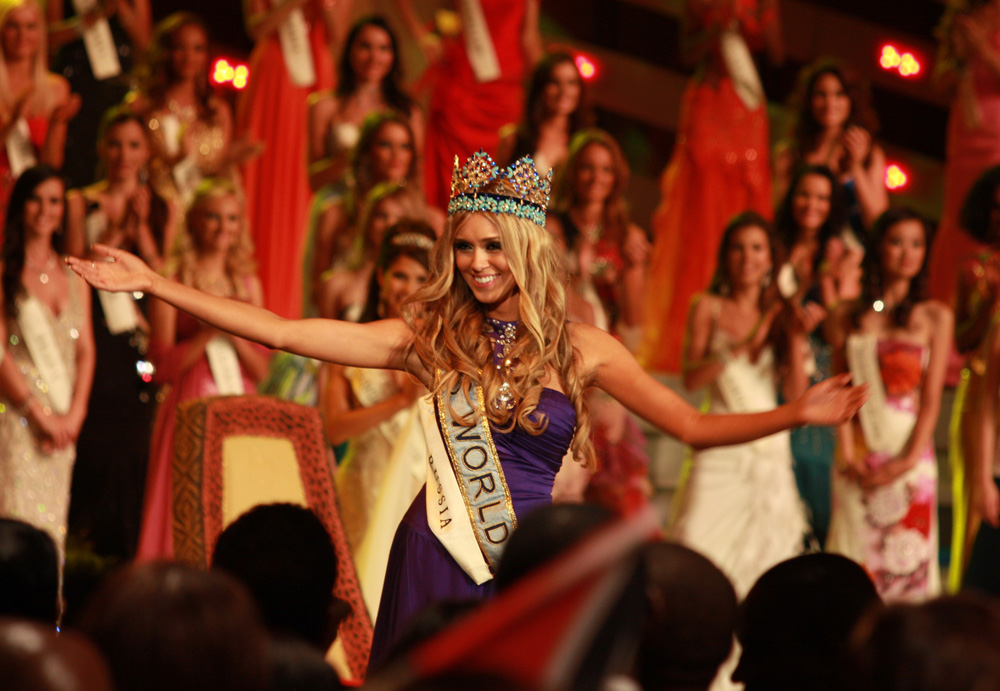
L'incoronazione di Ksenija Suchinova nel 2008.

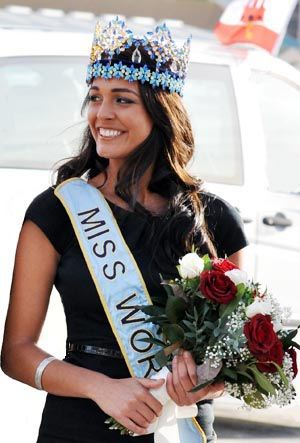
Kaiane Aldorino, Miss Mondo 2009.

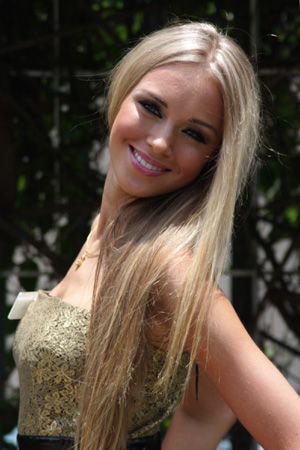
Ksenija Suchinova, Miss Mondo 2008.

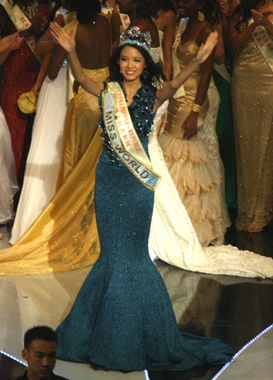
Zhang Zilin, Miss Mondo 2007.

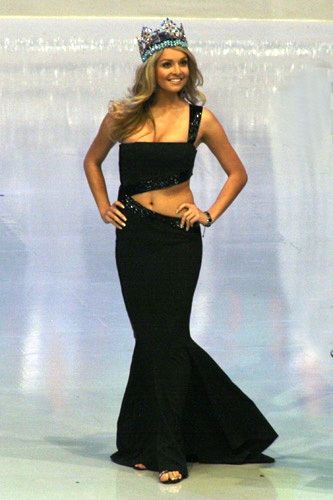
Taťána Kuchařová, Miss Mondo 2006.

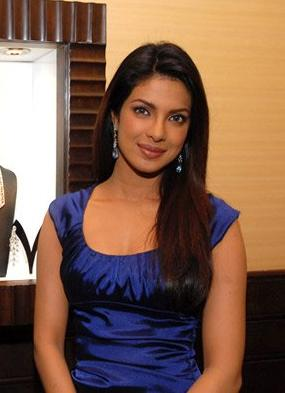
Priyanka Chopra, Miss Mondo 2000.

Il concorso di bellezza Miss Mondo ebbe inizio come una gara di bikini, in onore del lancio sul mercato del costume da bagno, ma venne ribattezzato Miss Mondo dai mass media. Era inizialmente pianificato come un evento unico, ma seguendo la moda di Miss Universo si decise di ripeterlo annualmente. Tuttavia negli anni successivi il bikini fu sostituito da costumi interi. Nel 1959, la BBC cominciò a trasmettere in televisione l'evento, facendone crescere notevolmente la popolarità.
Negli anni ottanta il concorso perse appeal sul pubblico, e si tentò di rilanciarlo con lo slogan "Bellezza con uno scopo": le concorrenti, oltre a sfilare dovevano sottoporsi a testi di intelligenza e di personalità. Ciò nonostante, il concorso fu considerato fuori moda e non politicamente corretto nel Regno Unito. Fu proprio in questi anni che per un breve periodo il concorso fu di proprietà della Transworld Communications. Prima che il concorso fosse nuovamente trasmesso in televisione si dovette aspettare sino al 1998, quando Channel 5 ricominciò a trasmettere Miss Mondo.
Eric Morley morì con l'avvento del nuovo millennio e il posto di organizzatore del concorso fu rilevato da sua moglie Julia. Il nuovo millennio ha visto anche vincere la prima Miss Mondo africana, Agbani Darego, nel 2001. Come parte di una nuova strategia di marketing, Miss Mondo ha lanciato lo special televisivo You decide, in cui vengono mostrate le concorrenti nel dietro le quinte del concorso e in alcuni momenti di vita quotidiana, e allo spettatore viene data la possibilità di votare la propria preferita attraverso il televoto. Nel 2002 la finale del concorso si è svolta a Abuja, capitale della Nigeria. Si è trattato di una scelta molto controversa, perché proprio nei giorni del concorso una donna nigeriana, Amina Lawal, era in attesa di essere giustiziata secondo le leggi locali, per aver commesso adulterio. L'organizzazione di Miss Mondo sfruttò la risonanza mondiale dell'evento per rivolgere l'attenzione dei media anche su Amina.

## Le vincitrici
| 1951 | Svezia                                                          | Kiki Håkansson                                                  | Londra, Regno Unito                                             |                                                                 |                                                                 |
| 1952 | Svezia                                                          | May Louise Flodin                                               | Londra, Regno Unito                                             |                                                                 |                                                                 |
| 1953 | Francia                                                         | Denise Perrier                                                  | Londra, Regno Unito                                             |                                                                 |                                                                 |
| 1954 | Egitto                                                          | Antigone Costanda                                               | Londra, Regno Unito                                             |                                                                 |                                                                 |
| 1955 | Venezuela                                                       | Carmen Susana Dujim Zubillaga                                   | Londra, Regno Unito                                             |                                                                 |                                                                 |
| 1956 | Germania Ovest                                                  | Petra Schürmann                                                 | Londra, Regno Unito                                             |                                                                 |                                                                 |
| 1957 | Finlandia                                                       | Marita Lindahl                                                  | Londra, Regno Unito                                             |                                                                 |                                                                 |
| 1958 | Sudafrica                                                       | Penelope Anne Coelen                                            | Londra, Regno Unito                                             |                                                                 |                                                                 |
| 1959 | Paesi Bassi                                                     | Corine Rottschäfer                                              | Londra, Regno Unito                                             |                                                                 |                                                                 |
| 1960 | Argentina                                                       | Norma Gladys Cappagli                                           | Londra, Regno Unito                                             |                                                                 |                                                                 |
| 1961 | Regno Unito                                                     | Rosemarie Frankland                                             | Londra, Regno Unito                                             |                                                                 |                                                                 |
| 1962 | Paesi Bassi                                                     | Catharina Lodders                                               | Londra, Regno Unito                                             |                                                                 |                                                                 |
| 1963 | Giamaica                                                        | Carole Joan Crawford                                            | Londra, Regno Unito                                             |                                                                 |                                                                 |
| 1964 | Regno Unito                                                     | Ann Sydney                                                      | Londra, Regno Unito                                             |                                                                 |                                                                 |
| 1965 | Regno Unito                                                     | Lesley Langley                                                  | Londra, Regno Unito                                             |                                                                 |                                                                 |
| 1966 | India                                                           | Reita Faria                                                     | Londra, Regno Unito                                             |                                                                 |                                                                 |
| 1967 | Perù                                                            | Madeleine Hartog Bell                                           | Londra, Regno Unito                                             |                                                                 |                                                                 |
| 1968 | Australia                                                       | Penelope Plummer                                                | Londra, Regno Unito                                             |                                                                 |                                                                 |
| 1969 | Austria                                                         | Eva Rueber-Staier                                               | Londra, Regno Unito                                             |                                                                 |                                                                 |
| 1970 | Grenada                                                         | Jennifer Hosten                                                 | Londra, Regno Unito                                             |                                                                 |                                                                 |
| 1971 | Brasile                                                         | Lucia Tavares Petterle                                          | Londra, Regno Unito                                             |                                                                 |                                                                 |
| 1972 | Australia                                                       | Belinda Green                                                   | Londra, Regno Unito                                             |                                                                 |                                                                 |
| 1973 | Stati Uniti d'America                                           | Marjorie Wallace                                                | Londra, Regno Unito                                             |                                                                 |                                                                 |
| 1974 | Sudafrica                                                       | Anneline Kriel 1                                                | Londra, Regno Unito                                             |                                                                 |                                                                 |
| 1975 | Porto Rico                                                      | Wilnelia Merced                                                 | Londra, Regno Unito                                             |                                                                 |                                                                 |
| 1976 | Giamaica                                                        | Cindy Breakspeare                                               | Londra, Regno Unito                                             |                                                                 |                                                                 |
| 1977 | Svezia                                                          | Mary Stavin                                                     | Londra, Regno Unito                                             |                                                                 |                                                                 |
| 1978 | Argentina                                                       | Silvana Suárez                                                  | Londra, Regno Unito                                             |                                                                 |                                                                 |
| 1979 | Bermuda                                                         | Gina Swainson                                                   | Londra, Regno Unito                                             |                                                                 |                                                                 |
| 1980 | Guam                                                            | Kimberley Santos 2                                              | Londra, Regno Unito                                             |                                                                 |                                                                 |
| 1981 | Venezuela                                                       | Carmen Josefina "Pilin" Leon Crespo                             | Londra, Regno Unito                                             |                                                                 |                                                                 |
| 1982 | Repubblica Dominicana                                           | Mariasela Álvarez                                               | Londra, Regno Unito                                             |                                                                 |                                                                 |
| 1983 | Regno Unito                                                     | Sarah-Jane Hutt                                                 | Londra, Regno Unito                                             |                                                                 |                                                                 |
| 1984 | Venezuela                                                       | Astrid Carolina Herrera Irrazábal                               | Londra, Regno Unito                                             |                                                                 |                                                                 |
| 1985 | Islanda                                                         | Hólmfríður Karlsdóttir                                          | Londra, Regno Unito                                             |                                                                 |                                                                 |
| 1986 | Trinidad e Tobago                                               | Giselle Laronde                                                 | Londra, Regno Unito                                             |                                                                 |                                                                 |
| 1987 | Austria                                                         | Ulla Weigerstorfer                                              | Londra, Regno Unito                                             |                                                                 |                                                                 |
| 1988 | Islanda                                                         | Linda Pétursdóttir                                              | Londra, Regno Unito                                             |                                                                 |                                                                 |
| 1989 | Polonia                                                         | Aneta Beata Kreglicka                                           | Hong Kong                                                       |                                                                 |                                                                 |
| 1990 | Stati Uniti d'America                                           | Gina Tolleson                                                   | Londra, Regno Unito                                             |                                                                 |                                                                 |
| 1991 | Venezuela                                                       | Ninibeth Beatriz Leal Jiménez                                   | Atlanta, Stati Uniti d'America                                  |                                                                 |                                                                 |
| 1992 | Russia                                                          | Julija Kuročkina                                                | Sun City, Sudafrica                                             |                                                                 |                                                                 |
| 1993 | Giamaica                                                        | Lisa Hanna                                                      | Sun City, Sudafrica                                             |                                                                 |                                                                 |
| 1994 | India                                                           | Aishwarya Rai                                                   | Sun City, Sudafrica                                             |                                                                 |                                                                 |
| 1995 | Venezuela                                                       | Jacqueline Aguilera Marcano                                     | Sun City, Sudafrica                                             |                                                                 |                                                                 |
| 1996 | Grecia                                                          | Irene Skliva                                                    | Bangalore, India                                                |                                                                 |                                                                 |
| 1997 | India                                                           | Diana Hayden                                                    | Mahe, Seychelles                                                |                                                                 |                                                                 |
| 1998 | Israele                                                         | Linor Abargil                                                   | Mahe, Seychelles                                                |                                                                 |                                                                 |
| 1999 | India                                                           | Yukta Mookhey                                                   | Londra, Regno Unito                                             |                                                                 |                                                                 |
| 2000 | India                                                           | Priyanka Chopra                                                 | Londra, Regno Unito                                             |                                                                 |                                                                 |
| 2001 | Nigeria                                                         | Ibiagbanidokibubo "Agbani" Asenite Darego                       | Sun City, Sudafrica                                             |                                                                 |                                                                 |
| 2002 | Turchia                                                         | Azra Akın                                                       | Londra, Regno Unito                                             |                                                                 |                                                                 |
| 2003 | Irlanda                                                         | Rosanna Davison                                                 | Sanya, Cina                                                     |                                                                 |                                                                 |
| 2004 | Perù                                                            | María Julia Mantilla                                            | Sanya, Cina                                                     |                                                                 |                                                                 |
| 2005 | Islanda                                                         | Unnur Birna Vilhjálmsdóttir                                     | Sanya, Cina                                                     |                                                                 |                                                                 |
| 2006 | Repubblica Ceca                                                 | Taťána Kuchařová                                                | Varsavia, Polonia                                               |                                                                 |                                                                 |
| 2007 | Cina                                                            | Zhang Zilin                                                     | Sanya, Cina                                                     |                                                                 |                                                                 |
| 2008 | Russia                                                          | Ksenija Suchinova                                               | Johannesburg, Sudafrica                                         |                                                                 |                                                                 |
| 2009 | Gibilterra                                                      | Kaiane Aldorino                                                 | Johannesburg, Sudafrica                                         |                                                                 |                                                                 |
| 2010 | Stati Uniti                                                     | Alexandria Mills                                                | Sanya, Cina                                                     |                                                                 |                                                                 |
| 2011 | Venezuela                                                       | Ivian Sarcos                                                    | Londra, Regno Unito                                             |                                                                 |                                                                 |
| 2012 | Cina                                                            | Yu Wenxia                                                       | Ordos, Cina                                                     |                                                                 |                                                                 |
| 2013 | Filippine                                                       | Megan Young                                                     | Bali, Indonesia                                                 |                                                                 |                                                                 |
| 2014 | Sudafrica                                                       | Rolene Strauss                                                  | Londra, Regno Unito                                             |                                                                 |                                                                 |
| 2015 | Spagna                                                          | Mireia Lalaguna Royo                                            | Sanya, Cina                                                     |                                                                 |                                                                 |
| 2016 | Porto Rico                                                      | Stephanie Del Valle                                             | Oxon Hill, Stati Uniti d'America                                |                                                                 |                                                                 |
| 2017 | India                                                           | Manushi Chhillar                                                | Sanya, Cina                                                     |                                                                 |                                                                 |
| 2018 | Messico                                                         | Vanessa Ponce                                                   | Sanya, Cina                                                     |                                                                 |                                                                 |
| 2019 | Giamaica                                                        | Toni-Ann Singh                                                  | Londra, Regno Unito                                             |                                                                 |                                                                 |
| 2020 | Non si è svolto a causa della pandemia da COVID-19              | Non si è svolto a causa della pandemia da COVID-19              | Non si è svolto a causa della pandemia da COVID-19              | Non si è svolto a causa della pandemia da COVID-19              | Non si è svolto a causa della pandemia da COVID-19              |
| 2021 | Polonia                                                         | Karolina Bielawska                                              | San Juan, Porto Rico                                            |                                                                 |                                                                 |
| 2022 | Non si è svolto a causa della posticipazione dell'edizione 2021 | Non si è svolto a causa della posticipazione dell'edizione 2021 | Non si è svolto a causa della posticipazione dell'edizione 2021 | Non si è svolto a causa della posticipazione dell'edizione 2021 | Non si è svolto a causa della posticipazione dell'edizione 2021 |
| 2023 | Rep. Ceca                                                       | Krystyna Pyszková                                               | Mumbai, India                                                   |                                                                 |                                                                 |
| 2024 | Non si è svolto a causa della posticipazione dell'edizione 2023 | Non si è svolto a causa della posticipazione dell'edizione 2023 | Non si è svolto a causa della posticipazione dell'edizione 2023 | Non si è svolto a causa della posticipazione dell'edizione 2023 | Non si è svolto a causa della posticipazione dell'edizione 2023 |
| 2025 | Thailandia                                                      | Suchata Chuangsri                                               | Hyderabad, India                                                |                                                                 |                                                                 |

## Vittorie per paese

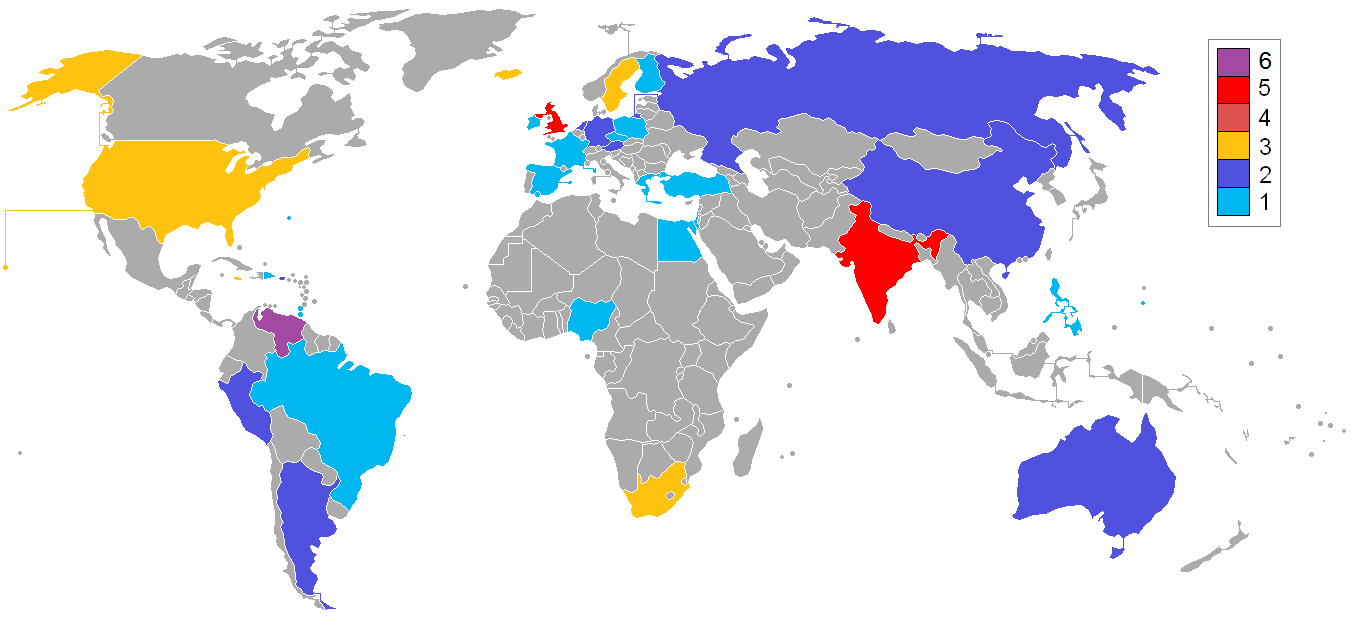
Vittorie per paese

| Paese             | Titoli | Anni                                                          |
| ----------------- | ------ | ------------------------------------------------------------- |
| Venezuela         | 6      | 1955, 1981, 1984, 1991, 1995, 2011                            |
| India             | 6      | 1966, 1994, 1997, 1999, 2000, 2017                            |
| Regno Unito       | 5      | 1961, 1964, 1965, 1974 (riassegnato), 1983                    |
| Giamaica          | 4      | 1963, 1976, 1993, 2019                                        |
| Svezia            | 3      | 1951, 1952, 1977                                              |
| Islanda           | 3      | 1985, 1988, 2005                                              |
| Stati Uniti       | 3      | 1973, 1990, 2010                                              |
| Sudafrica         | 3      | 1958, 1974 (ha assunto il titolo nel novembre del 1974), 2014 |
| Paesi Bassi       | 2      | 1959, 1962                                                    |
| Australia         | 2      | 1968, 1972                                                    |
| Argentina         | 2      | 1960, 1978                                                    |
| Germania          | 2      | 1956, 1980 (riassegnato)                                      |
| Austria           | 2      | 1969, 1987                                                    |
| Perù              | 2      | 1967, 2004                                                    |
| Porto Rico        | 2      | 1975, 2016                                                    |
| Polonia           | 2      | 1989, 2021                                                    |
| Russia            | 2      | 1992, 2008                                                    |
| Cina              | 2      | 2007, 2012                                                    |
| Rep. Ceca         | 2      | 2006, 2021,2023                                               |
| Filippine         | 1      | 2013                                                          |
| Francia           | 1      | 1953                                                          |
| Egitto            | 1      | 1954                                                          |
| Finlandia         | 1      | 1957                                                          |
| Grenada           | 1      | 1970                                                          |
| Brasile           | 1      | 1971                                                          |
| Bermuda           | 1      | 1979                                                          |
| Guam              | 1      | 1980 (ha assunto il titolo il 28 novembre 1980)               |
| Rep. Dominicana   | 1      | 1982                                                          |
| Trinidad e Tobago | 1      | 1986                                                          |
| Grecia            | 1      | 1996                                                          |
| Israele           | 1      | 1998                                                          |
| Nigeria           | 1      | 2001                                                          |
| Turchia           | 1      | 2002                                                          |
| Irlanda           | 1      | 2003                                                          |
| Gibilterra        | 1      | 2009                                                          |
| Spagna            | 1      | 2015                                                          |
| Messico           | 1      | 2018                                                          |